# Кстінінське сільське поселення
Ксті́нінське сільське поселення (рос. Кстининское сельское поселение) — адміністративна одиниця у складі Кірово-Чепецького району Кіровської області Росії. Адміністративний центр поселення — село Кстініно.

## Історія
Станом на 2002 рік на території сучасного поселення існували такі адміністративні одиниці:
- Кстінінський сільський округ (село Кстініно, селища 978 км, 981 км, Водокачка, Кстінінського дома отдиха, Підстанція Вятка, Полой, Полойський, присілки Безсолки, Великі Безселята, Глушиха, Голодниця, Горячевщина, Дождеви, Єрші, Звені, Кобелі, кузнеці, Куліга, Латиші, Сандалови, Саші, Сорвіха, Сунці, починок Копосовський, Сосніно)

Поселення було утворене згідно із законом Кіровської області від 7 грудня 2004 року № 284-ЗО у рамках муніципальної реформи шляхом перетворення Кстінінського сільського округу.

## Населення
Населення поселення становить 2018 осіб (2017; 1948 у 2016, 1904 у 2015, 1896 у 2014, 1818 у 2013, 1787 у 2012, 1738 у 2010, 2200 у 2002).

## Склад
До складу поселення входять 26 населених пунктів:
| Населений пункт                   | Населення, осіб (2002) | Населення, осіб (2010) |
| --------------------------------- | ---------------------- | ---------------------- |
| 978 км, селище                    | 8                      | 8                      |
| 981 км, селище                    | 0                      | 0                      |
| Безсолки, присілок                | 0                      | 0                      |
| Великі Безселята, присілок        | 30                     | 18                     |
| Водокачка, селище                 | 2                      | 0                      |
| Глушиха, присілок                 | 32                     | 53                     |
| Голодниця, присілок               | 20                     | 37                     |
| Горячевщина, присілок             | 2                      | 5                      |
| Дождеви, присілок                 | 7                      | 8                      |
| Єрші, присілок                    | 5                      | 16                     |
| Звені, присілок                   | 190                    | 178                    |
| Кобелі, присілок                  | 41                     | 29                     |
| Копосовський, починок             | 9                      | 6                      |
| Кстініно, село                    | 1399                   | 1029                   |
| Кстінінського дома отдиха, селище | 119                    | 102                    |
| Кузнеці, присілок                 | 4                      | 0                      |
| Куліга, присілок                  | 7                      | 8                      |
| Латиші, присілок                  | 10                     | 13                     |
| Підстанція Вятка, селище          | 124                    | 104                    |
| Полой, селище                     | 70                     | 41                     |
| Полойський, селище                | 4                      | 6                      |
| Сандалови, присілок               | 95                     | 50                     |
| Саші, присілок                    | 11                     | 21                     |
| Сорвіха, присілок                 | 6                      | 0                      |
| Сосніно, починок                  | 0                      | 3                      |
| Сунці, присілок                   | 5                      | 3                      |